# Den vidunderliga kärlekens historia
Den vidunderliga kärlekens historia är en roman av Carl-Johan Vallgren, utgiven 2002. Boken fick Augustpriset 2002 och är en tolkning av Skönheten och odjuret. Boken utspelar sig i 1800-talets Königsberg.

## Handling
Boken handlar om Hercule Barfuss. Han föds missbildad och döv, men har telepatisk förmåga. Samma kväll som han föds, föds även en flicka vid namn Henriette Vogel. Henriette är oerhört vacker redan som barn, och Hercule är raka motsatsen. Trots skillnaderna älskar de två varandra på ett obeskrivligt sätt. När de är elva år blir de tvungna att skiljas åt, och Hercules enda mening med livet är att finna henne.